# Ньюпорт, Джеральд
 Джеральд Ньюпорт (19 августа 1948 или январь 1948 — 24 января 2023) — американский быстросчётчик, автор и публичный оратор с синдромом Аспергера, чья жизнь послужила основой для полнометражного фильма 2005 года «Моцарт и Кит». Он известен своими откровенными советами и юмором в выступлениях с докладами. Окончил Мичиганский университет со степенью бакалавра в области математики. Имея синдром саванта, он обладает возможностью выполнять сложные математические вычисления в голове.

## Биография
В свой 46-й день рождения Джерри женился на актрисе Мэри Луизе Мейнель (род. 6 марта 1955), также учёным с синдромом Аспергера. В то время как Джерри обладает математическими навыками, Мэри — художник и бывший музыкальный педагог. От прежнего брака у неё есть два сына, Стивен и Питер, и двое внуков. Пара живёт в Аризоне. Они разделились в 1997 году и развелись в июне 1999 года, однако позже помирились и поженились вновь в феврале 2002 года. Вместе с Мэри они 1 июля 2002 года выпустили книги Autism-Aspergers & Sexuality: Puberty and Beyond и Mozart and the Whale: An Asperger’s Love Story в 2007 году.
Скончался 24 января 2023 года.

## Участие в соревнованиях
В июне 2010 года Джерри Ньюпорт участвовал в мировом чемпионате по вычислениям в уме в Магдебурге, Германия. Он участвовал в соревнованиях по четырём из десяти номинаций и получил Кубок мира в номинации «Наиболее универсальный калькулятор» (лучший результат для решения шести неизвестных «задач-сюрпризов»).

## Публикации
- Newport, Jerry; Mary Meinel-Newport; Johnny Dodd. Mozart and the Whale: An Asperger's Love Story (англ.). — New York: Touchstone Books, 2007. — ISBN 0-7432-7282-X.
- Newport, Jerry; Mary Meinel-Newport; Teresa Bolick. Autism-Asperger's & Sexuality: Puberty and Beyond (англ.). — Arlington, Texas: Future Horizons, 2002. — ISBN 1-885477-88-0.
- Newport, Jerry. Your life is not a label : a guide to living fully with autism and Asperger's syndrome for parents, professionals, and you! (англ.). — Arlington, Texas: Future Horizons, 2001. — ISBN 1-885477-77-5.